# Seneca (Illinois)
Seneca – wieś w Stanach Zjednoczonych, w stanie Illinois, w hrabstwie Grundy i LaSalle. Zgodnie ze spisem statystycznym z 2000 roku, miasto liczyło 2 053 mieszkańców.